# UPT Batahan II
UPT Batahan II is een bestuurslaag in het regentschap Mandailing Natal van de provincie Noord-Sumatra, Indonesië. UPT Batahan II telt 860 inwoners (volkstelling 2010).